# Condado de Benton (Oregon)
O Condado de Benton é um dos 36 condados do Estado americano do Oregon. A sede do condado é Corvallis, e sua maior cidade é Corvallis. O condado possui uma área de 1 759 km² (dos quais 6 km² estão cobertos por água), uma população de 78 153 habitantes, e uma densidade populacional de 45 hab/km² (segundo o censo nacional de 2000). O condado foi fundado em 1847.